# Castelo Edo

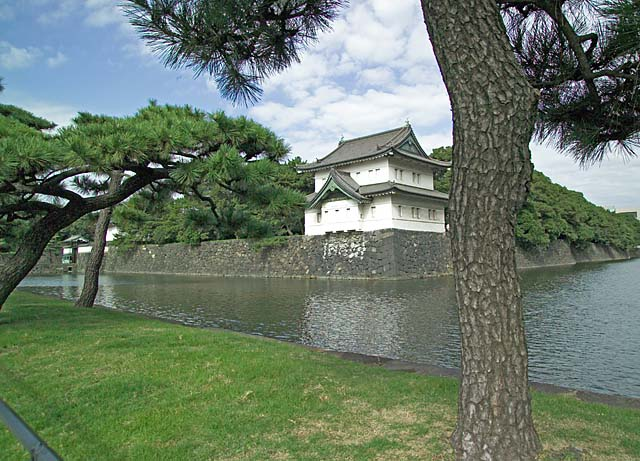
Fosso, muralha e edifício no Castelo Edo.

O Castelo Edo (em japonês 江戸城, Edo-jō, ou 千代田城, Chiyoda-jō), é um castelo do Japão, construído em 1457 pelo samurai Ōta Dōkan, no actual Chiyoda, distrito especial do centro de Tóquio, mas que na época tinha o nome de Edo, distrito de Toshima, província de Musashi.
Tokugawa Ieyasu estabeleceu o Xogunato Tokugawa aqui e, como residência do shogun e sede do bakufu, o Edo-jo funcionou como capital militar durante o Período Edo da História do Japão. Durante a Restauração Meiji, tornou-se na residência do Imperador do Japão, o Kokyo (Palácio Imperial. Ainda sobrevivem alguns fossos, paredes e muralhas defensivas. No entanto, durante o Período Edo, os terrenos do palácio eram muito mais extensos, com a área da actual Estação de Tóquio e da secção Marunouchi da cidade rodeadas pelo fosso mais exterior do complexo. Também incluía o espaço do actual Parque Kita-no-maru, do Nippon Budokan e de outros pontos de referência da zona.

## História inicial

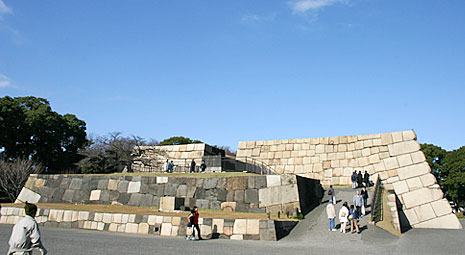
Fundações da torre principal do Castelo Edo.

Por volta do final do Período Heian ou início do Período Kamakura, Edo Shigetsugu tornou-se no primeiro guerreiro a estabelecer a sua base nesta área. Construíu a sua residência nas actuais partes Honmaru e Ninomaru do Edo-jo. O clã Edo desapareceu no século XV como resultado das rebeliões na Região de Kanto, e Ota Dokan, um lacaio da família Ogigayatsu Uesugi, construiu o Edo-jo, em 1457, no local da sua residência.
O palácio acabou por ficar sob o controle do clã Late Hōjō. O Cerco de Odawara, ocorrido em 1590, deixou o edifício vazio, e quando Toyotomi Hideyoshi ofereceu a Tokugawa Ieyasu seis províncias orientais, Ieyasu aceitou, fazendo do Edo-jo a sua base. Mais tarde, este último derrotou Toyotomi Hideyori, filho de Hideyoshi, na Batalha de Sekigahara, em 1600, e emergiu como líder político do Japão.

## Periodo Edo

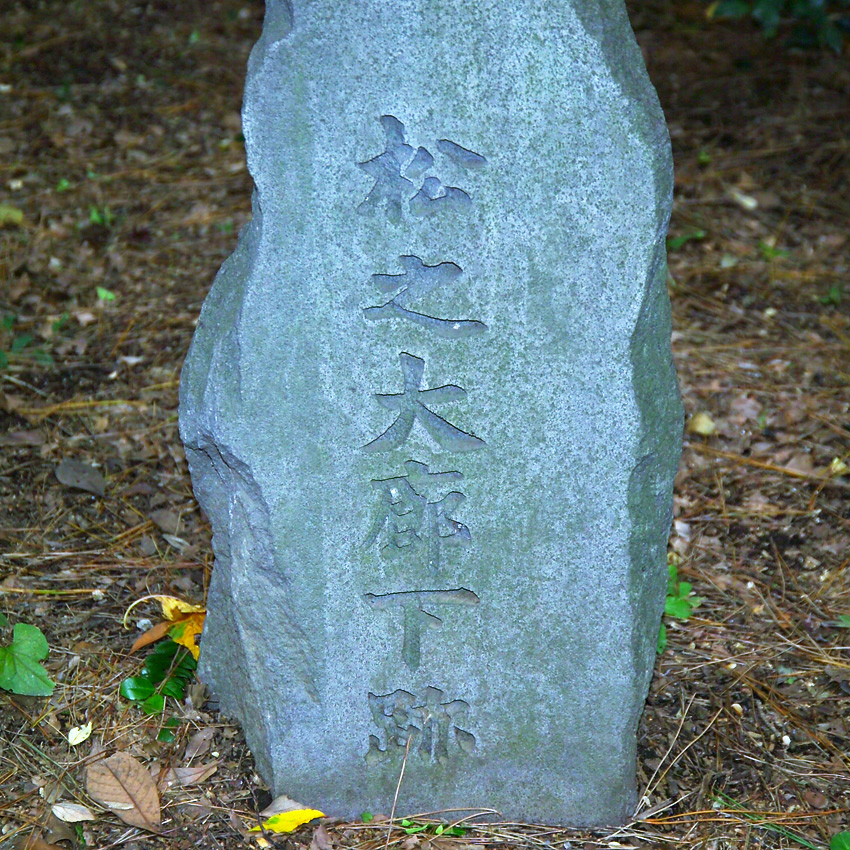
Marca no Corredor de Pinheiros (Matsu no Ōrōka), onde começaram os eventos descritos no conto dos "Quarenta e Sete Samurais".

Tokugawa Ieyasu recebeu o título de Seii Taishogun em 1603. Edo-jo foi o centro da administração Tokugawa. A propriedade foi ampliada com a adição de Nishinomaru, Nishinomaru-shita, Fukiage e Kitanomaru aos já iniciais Honmaru, Ninomar e Sannomaru. O perímetro tinha uma extensão de 16 km. Ieyasu mobilizou o daimyo para levar a cabo a construção, a qual ficou concluída em 1636, quanto o seu neto Iemitsu era shogun.
Originalmente, Edo-jo possuía uma tenshu, ou torre de menagem central, no estilo típico dos castelos do Japão. No entanto, a tenshu foi destruída, juntamente com muitas outras secções da propriedade, no incêndio de Meireki de 1657, nunca sendo reconstruída. Apesar disso, no chambara com o título Abarembo Shogun o Edo-jo aparece representado com uma torre de menagem, tendo sido substituído nas filmagens pelo Himeji-jo para esse propósito.
No dia 21 de Abril de 1701, no Grande Corredor de Pinheiros (Matsu no Ōrōka) do Edo-jo, Asano Takumi-no-kami usou o seu wakizashi para tentar matar Kira Kōzuke-no-suke, devido a terríveis insultos proferidos por este último. Este episódio serviu de base para a história dos "Quarenta e Sete Samurais" (赤穂浪士, Akō rōshi).

## Tóquio Moderna

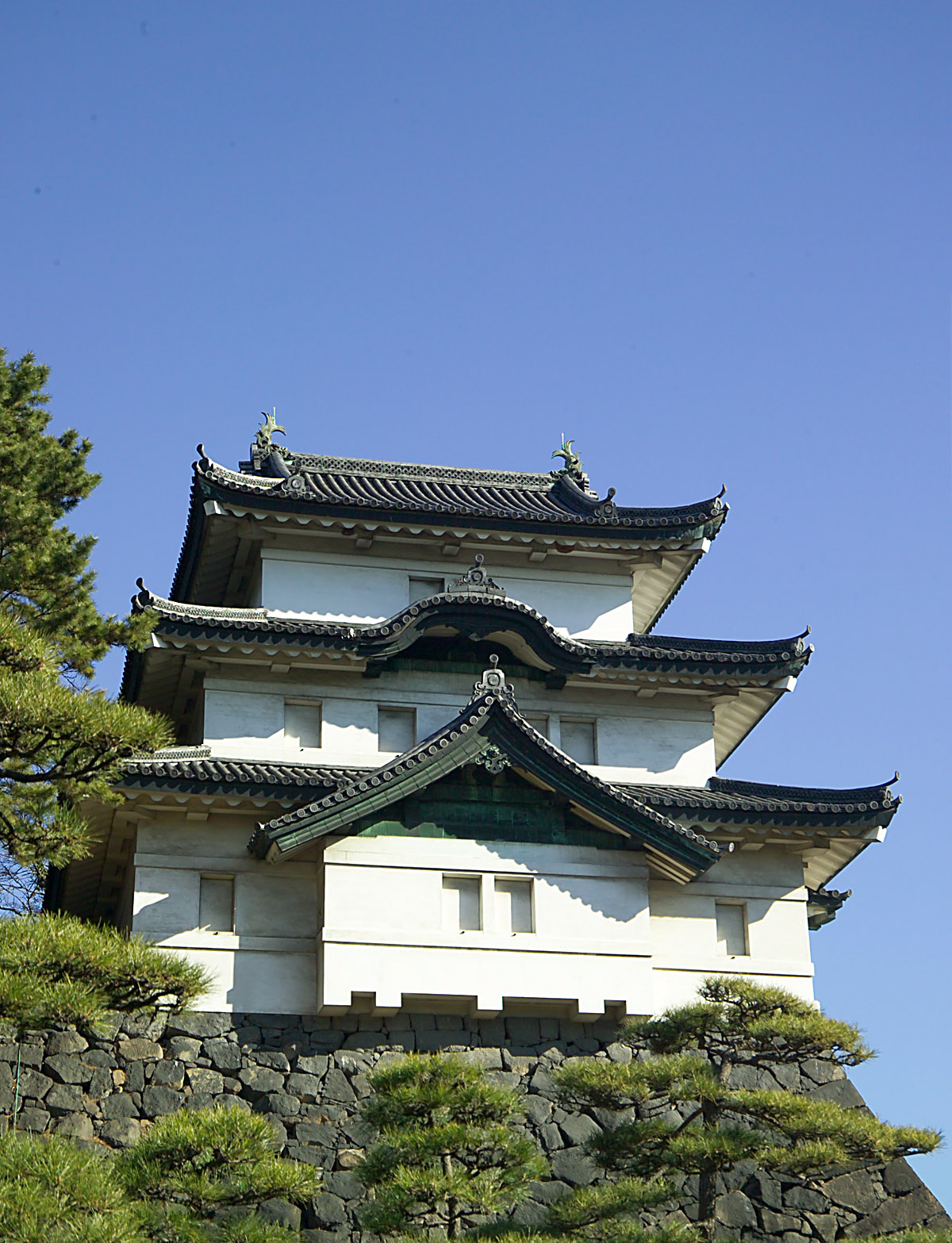
Torre ilustrativa da arquitectura do Castelo Edo.

Muitos nomes de lugares de Tóquei derivam do Edo-jo. São exemplos Otemachi ("a cidade em frente do grande portão"), Takebashi ("a Ponte de Bambu"), Toranomon ("o Portão do Tigre"), Uchibori Dōri ("Estarda do Fosso Interior"), Sotobori Dōri ("Estarda do Fosso Exterior") e Marunouchi ("Dentro da Cerca").

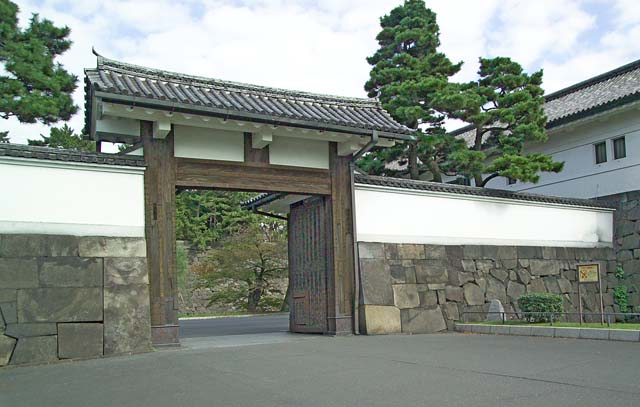
Portão Sakurada, fora do qual Ii Naosuke foi assassinado em 1860.

O recomposto Edo-jo recebeu o novo nome de Tokyo-jō (東京城) em Outubro de 1868, e de seguida foi rebaptizado de Kōjō (皇城, "castelo imperial") em 1869. Um incêndio, resultante da falta de cuidado de uma criada de quarto, extinto inapropriadamente, consumiu todo o velho Edo-jo na noite de 5 de Maio de 1873; por esse motivo, a actual estrutura é uma reconstrução. O sítio da torre de menagem, a qual ardera no incêndio de Meireki de 1657, é agora o local do Palácio Imperial (宮城, Kyūjō) construído em 1888. Mais recentemente, a parte ocidental da propriedade foi renomeada como Kōkyo (皇居, literalmente "Residência Imperial) em 1948. A parte oriental recebeu o nome de Higashi-Gyoen (東御苑, "Jardim Oriental") e foi transformada num parque público a partir de 1968. Este parque está aberto entre as 9:00 e as 16:00 horas, excepto às segundas e sextas-feiras.